# Trimorphodon vilkinsonii
Trimorphodon vilkinsonii – gatunek jadowitego węża z rodziny połozowatych (Colubridae). Dawniej przez niektórych badaczy uznawany za podgatunek Trimorphodon biscutatus, w 2003 roku podniesiony do rangi gatunku.
Osobniki dorosłe osiągają zwykle od 45 cm do 76 cm, notowano także osobniki o długości 100 cm.
Charakterystyczny dla tej rodziny wzór w kształcie liry na głowie u węży z tego gatunku może występować lub nie. Ubarwienie podstawowe brązowo-szare do szarego z brązowymi plamami. Węże tego gatunku nie są groźne dla człowieka, jad, którym dysponują, nie jest silny. Nawet brane do rąk zwykle nie gryzą. Żywią się jaszczurkami, żabami oraz małymi gryzoniami.
Występuje na południu USA na terenie Teksasu i Nowego Meksyku oraz w północnym Meksyku w stanach Chihuahua i Coahuila.